# Grapsicepon edwardsi
Grapsicepon edwardsi är en kräftdjursart som beskrevs av Bonnier 1900. Grapsicepon edwardsi ingår i släktet Grapsicepon och familjen Bopyridae. Inga underarter finns listade i Catalogue of Life.